# Garriel
Garriel es un despoblado español del municipio de Membribe de la Sierra, perteneciente a la provincia de Salamanca, en la comunidad autónoma de Castilla y León.

## Historia
Hacia mediados del siglo XIX, el lugar, por entonces referido como una alquería ya perteneciente a Membribe, tenía contabilizada una población de once habitantes. Aparece descrito en el octavo volumen del Diccionario geográfico-estadístico-histórico de España y sus posesiones de Ultramar de Pascual Madoz con las siguientes palabras:

GARRIEL: alq. agregada al ayunt. de Membrive en la prov. de Salamanca, part. jud. de Sequeros. Se halla sit. en terreno llano y con ventilacion y buen clima. Confina al N. con Carrascal (part. de Salamanca); E. Segovia del Doctor; S. Navagallega, y O. las Veguillas (de Salamanca). Se estiende una leg. en todas direcciones. El terreno es todo de secano y algo pizarroso, con escelente monte de encina y buenos valles con pastos. prod.: muy pocos granos, aprovechándose el ganado de las yerbas de que tanto abunda. pobl.: 2 vec., 11 alm. Contribuye con su ayunt.
(Madoz, 1847, p. 322)

En 2022, no tenía empadronado ningún habitante.